# Marcionílio Souza
Marcionílio Souza è un comune del Brasile nello Stato di Bahia, parte della mesoregione del Centro-Sul Baiano e della microregione di Jequié.